# PowerPC 600
A PowerPC az Apple–IBM–Motorola cégek által megalkotott 32 és 64 bites RISC utasításkészletű mikroprocesszor-specifikáció, amely 1991-ben indult útjára, ekkor még csak tervek formájában. Első konkrét megvalósításai a PowerPC 600 családba tartozó PowerPC processzorok. Ezek tervezése az IBM és Motorola által, az AIM szövetség keretén belül közösen alapított és támogatott Somerset létesítményben történt a Texas állambeli Austin városában.
A Somerset kutatólaboratóriumot 1992-ben nyitották meg, célja a PowerPC processzorok megalkotása, majd általános célú PowerPC processzorok tervezése volt, személyi számítógépekben való felhasználás céljaira. Ennek első, 1993-ban megvalósult eredménye volt a PowerPC 601 processzor, amelyet rövidesen második generációs processzorok követtek, a PowerPC 603, PowerPC 604 és a 64 bites PowerPC 620.

## Az alapcsalád
| CPU         | futószalag- fokozatok | jellemzők                                                                       |
| ----------- | --------------------- | ------------------------------------------------------------------------------- |
| PowerPC 601 | 2,4,5,6               | 3 végrehajtóegység, elágazásbecslés; SMP támogatott                             |
| PowerPC 603 | 4                     | 5 végrehajtóegység, elágazásbecslés; SMP nincs                                  |
| PowerPC 604 | 6                     | szuperskalár, sorrenden kívüli végrehajtás, 6 végrehajtó egység; SMP támogatott |
| PowerPC 620 | 5                     | sorrenden kívüli végrehajtás, SMP támogatott                                    |

### PowerPC 601

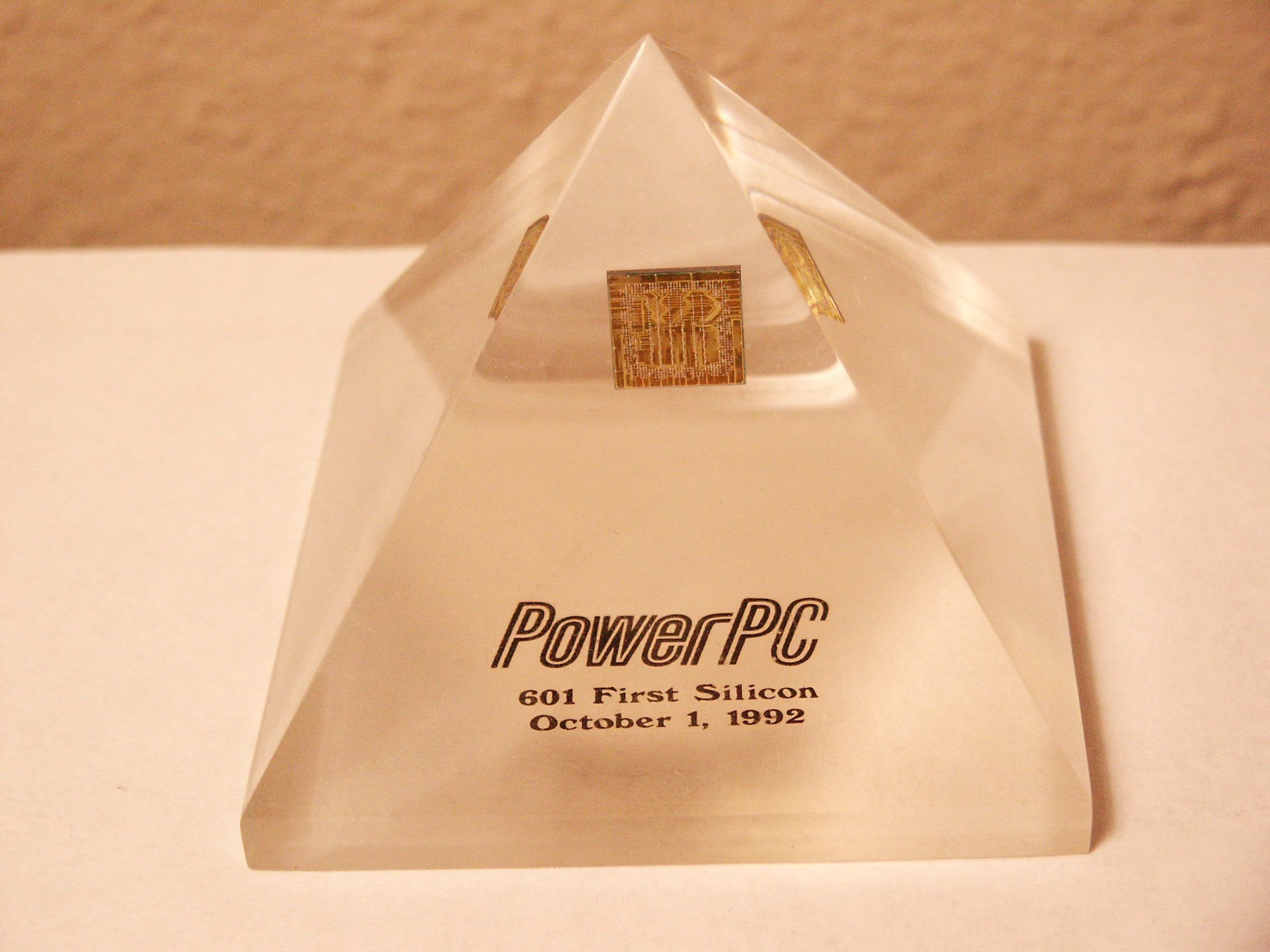
A PowerPC 601 prototípusa, amely 1992 októberében jutott el a szilíciumlapka fázisába

A PowerPC 601 az első mikroprocesszor-generáció, amely támogatja az alap 32 bites PowerPC utasításkészletet. A tervezési munka 1991 közepén indult be komolyabban és az első prototípus-csipek 1992 októberében készültek el. Az első 601-es processzorok 1993 októberében egy IBM RS/6000 munkaállomásban jelentek meg (a sokkal erősebb IBM POWER2 processzorvonal mellett) és az első Apple Power Macintosh gépekben 1994. március 14-én.
A 601-es volt a POWER/PowerPC architektúra első fejlett egycsipes megvalósítása. Tervezése igen feszített ütemterv szerint történt, mivel igyekeztek minél gyorsabban megalapozni a PowerPC piaci szegmensét és összekovácsolni az AIM szövetséget. A rendkívül agresszív ütemterv betartásának érdekében számos kulcsfontosságú technológiát és projektmenedzsment-stratégiát vetettek be a tervezés során, miközben alapvetően új funkciókat vezettek be az architektúrában, például jelentős teljesítménynövelést, új utasításokat, és ami ennél is fontosabb, a POWER/PowerPC architektúra első szimmetrikus többprocesszoros működésű (SMP) implementációját.
A 601 fejlesztőcsapata az IBM RISC Single Chip (RSC) processzorból indult ki, felhasználta annak alapfelépítését és egyéb részeit, de mindehhez hozzá kellett adniuk az IBM POWER utasításkészlet-architektúrából hiányzó nagyszámú PowerPC utasítás támogatását. Az RSC design szinte minden részét módosították, az alkotó szerkezeti elemeket meg kellett változtatniuk vagy teljesen újratervezni, mivel az egyesített bemeneti/kimeneti sín-struktúra és az SMP/memória-koherencia támogatás teljesen eltérő megoldásokat követelt. Az alapvető RSC struktúrára támaszkodó újabb PowerPC változtatások csökkentették az alaprajz, elrendezés és az időzítés finomhangolásának bizonytalanságait. A 601-es nem csak jelentős új funkciókat valósított meg, mint például az SMP, hanem hídként is szolgált a POWER és az eljövendő PowerPC processzorok között, hogy segítse az IBM-et és a szoftverfejlesztőket a PowerPC-re való átmenetben. A cél, a PowerPC minél korábbi piaci bevezetése, fokozta a fejlesztés iramát: az első 601-es prototípus mindössze 12 hónap alatt készült el (a tervezés kezdetétől a tape-out fázisig).

#### A 60x sín
A rövid határidők miatt a 601-esben a már létező 88110 sín architektúrát használták fel. A specifikációba bekerült a 88000-es sín, mivel a 88k gépek (Data General, Apple) már a piacon voltak és a Motorola és Apple azzal érvelt, hogy ha a POWER/PowerPC processzorok sínkompatibilisek lesznek a 88k architektúrával, akkor az azokat használó gépek gyorsabban kerülhetnek piacra, mivel a cégeknek ehhez nem kell áttervezniük az alaplapokat. Ez így névlegesen az AIM szövetség és a vásárlók javát szolgálta. A Motorola vezetése nem csak a 88110-es sín-architektúra specifikációit nyújtotta át, hanem még egy csapatnyi, a 88110-es sínt jól ismerő tervezőt is, hogy ezzel is elősegítsék a 60x sín logikai implementációját és ellenőrzését. Az Apple rendszerek tervezőcsapata számára ismerős volt a Motorola 88110 bemeneti/kimeneti sínfelépítés (az Apple által forgalmazott 88k-alapú gépekből), ez a bemeneti/kimeneti sínmegvalósítás jól meghatározott és dokumentált, és a 601-es tervezőcsapat ezzel a síntechnológiával is csökkenthette a tervezési időt. A sínt átnevezték, a 601-es tervezethez igazodva, ez lett a 60x sín. A Motorola tervezői (és néhány Apple tervező is) csatlakoztak a több mint 120 IBM tervezőhöz a projektben.
- The Bus Interface for 32-Bit Microprocessors – IBM.com

A 88110 sínrendszerének felhasználása a 60x sín alapjaként gyorsította a tervezést és egyéb előnyei is voltak. Segítette az Apple Power Macintosh csapatát a támogató ASIC-ek tervezésében, mivel kevesebb ilyen áramkört kellett újratervezniük. A processzor tervezői számára csökkentette a sínrendszer és az új sín-interfészek tervezésére és dokumentálására fordított időt, amellett sikeresen elkerülték a vezetés által feltételezett „Sínek Háborúját”, amennyiben a tervekben nem sikerült volna elfogadni a 88110-es sínt vagy az előző RSC síneket. Meg kell jegyezni azonban, hogy bár ez a döntés az Apple és az AIM szövetség hasznára vált, hátrányos volt viszont az első IBM RS/6000 rendszer tervezőcsapata számára, mivel nekik már megvoltak a kész ASIC támogató áramköreik az RSC teljesen eltérő sínfelépítése körül.
A 60x sín a későbbiekben meglehetősen hosszú életű alap interfésszé vált, a 601, 603, 604, G3, G4 és Motorola/Freescale PowerQUICC processzorok változataiban került felhasználásra.

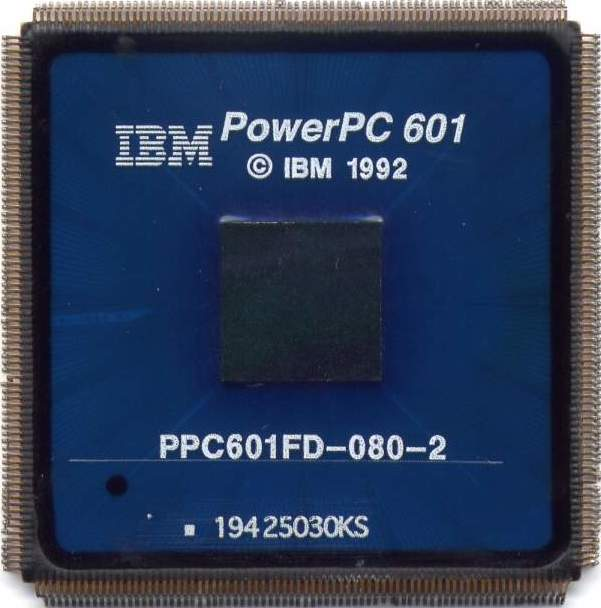
80 MHz-es PowerPC 601

#### Felépítés
A processzort az alkalmazások széles körében történő felhasználásra tervezték. Támogatja a külső másodlagos gyorsítótár használatát és a szimmetrikus többprocesszoros működést. Négy funkcionális egysége van: egy fixpontos egység (FXU, vagy Integer Unit, IU), egy lebegőpontos egység (FPU), egy elágazásfeldolgozó egység (BPU) és egy sorrendvezérlő egység. A processzor tartalmaz még egy memóriakezelő egységet is. A processzor egy szuperskalár eszköz, amely egyszerre több utasítást képes előkészíteni és feldolgozni párhuzamosan. Ez úgy éri el, hogy az utasításokat a 3 független végrehajtóegység felé (IU, FPU, BPU) továbbítja. A 3 fő végrehajtóegység 3 saját futószalaggal rendelkezik, amelyeknek első fokozata közös – ez maga az utasítás-előkészítő egység, amely szoros kapcsolatban van az elágazásfeldolgozó egységgel. Az elágazásfeldolgozó futószalag 2, az egész típusú/integer utasítás-futószalag 4, a memória-futószalag 5 (a betöltő/tároló utasítások számára), a lebegőpontos futószalag 6 fokozat hosszú.
Elsőként az IBM rendszerekben bocsátották ki, 1993 őszén. Az IBM PPC601, a Motorola MPC601 néven forgalmazta. 50-től 80 MHz-ig terjedő sebességen működik. 0,6 µm-es CMOS folyamattal, négy alumínium-rétegű fémezéssel készült. A lapka felülete 121 mm2, amelyen 2,8 millió tranzisztort tartalmaz. A 601-nek egy 32 KiB egyesített L1 gyorsítótára van, ez a kapacitás nagynak számított abban az időben a lapkára integrált gyorsítótárak között. A 601-es nagy teljesítményű processzornak számított a szegmensében, főleg a nagy gyorsítótárnak köszönhetően, felülmúlva a konkurens Intel Pentium (Intel P5) processzort. A PowerPC 601-et az Apple első Power Macintosh számítógépeiben használták, valamint az IBM és a Groupe Bull különféle RS/6000 munkaállomásaiban és SMP szervereiben.
A 601 és 601+ mikroprocesszorok egyedüli gyártója az IBM volt, a processzort a vermonti Burlington és New York-i East Fishkill városokban levő üzemeiben gyártották. A 601 az IBM CMOS-4s folyamatával, a 601+ az IBM CMOS-5x folyamatával készült. Egy nagyon kis számú 601 és 601+ processzort átcímkéztek: Motorola logókkal és alkatrész-számokkal látták el őket és így terjesztették a Motorolán keresztül. Ezt az akciót mostanra már nehéz nyomon követni, a megjelent sokféle „Motorola MPC601” kép miatt, de nevezetes a Motorola marketing-eredménye, mikor 1994-ben a Time magazin címlapjára került 601-es szintén Motorola jelzéseket viselt.

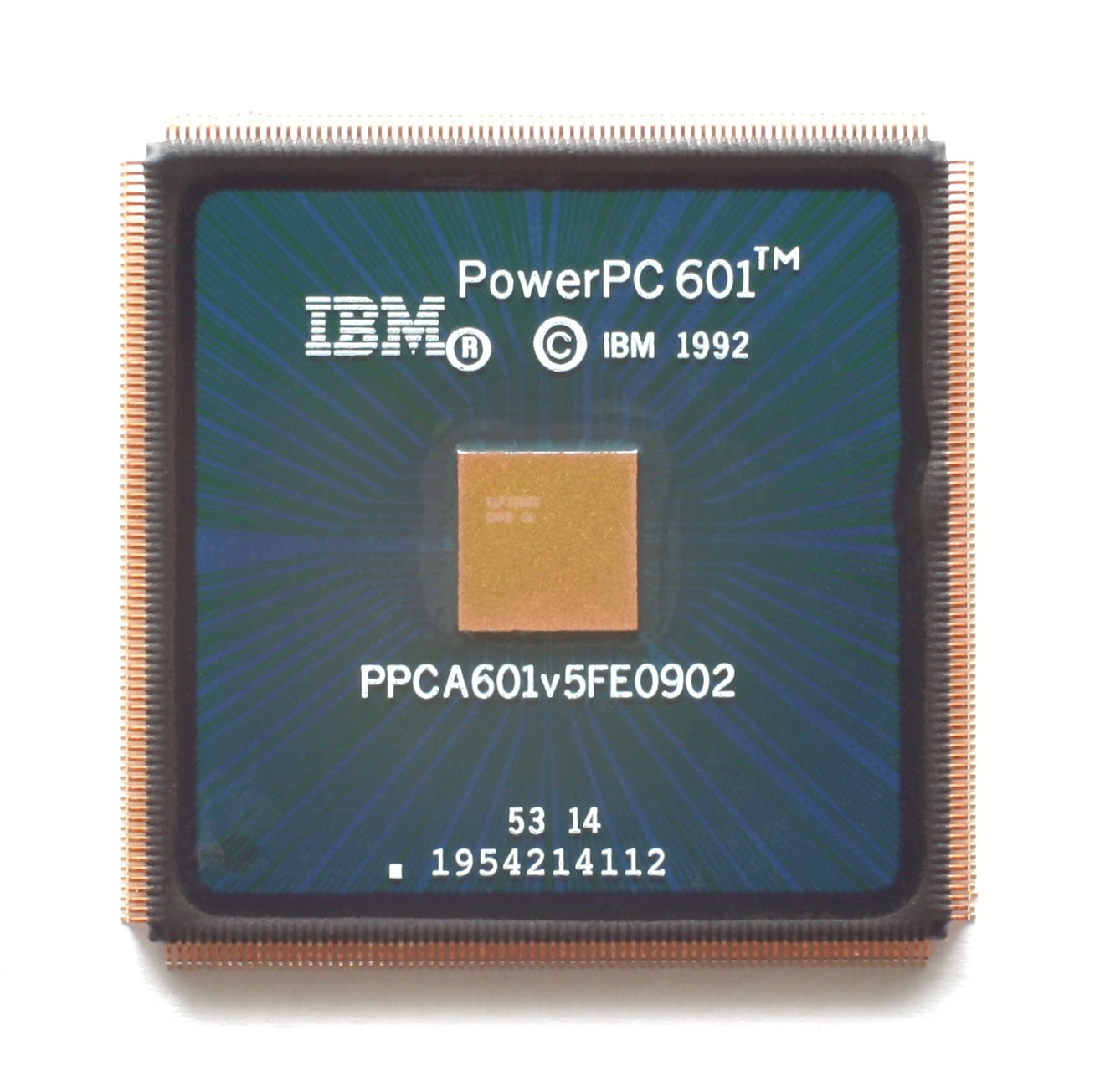
IBM gyártmányú 90 MHz-es PowerPC 601v – megfigyelhető a valamivel kisebb lapkaméret

#### PowerPC 601v
1994-ben bemutatták a 601 egy frissített változatát, a PowerPC 601v vagy PowerPC 601+ processzorokat, amelyek 90-től 120 MHz-ig terjedő órajeleken működnek. Ezeket egy újabb 0,5 µm-es négy fémrétegű CMOS folyamattal gyártották, ami egy 74 mm2 méretű lapkát eredményezett. A 601+ kialakítás a gyártási folyamat CMOS-4s-ről CMOS-5x-re történő átalakítás eredménye volt, egy az IBM-en belüli tervezőcsapat munkája.
Hogy elkerüljék a piacra kerülési időt növelő késedelmeket, melyek a kialakításbeli változtatások következményeiként lépnek fel a tervezőeszközökben és a gyártástechnológiában elkerülhetetlen további változtatások miatt, a cég úgy döntött, hogy mind a 601(v), mind a 601+ processzorokat az IBM EDA eszközeivel tervezik, IBM rendszereken, és kizárólag IBM létesítményekben gyártják.
- Allen, M.; Becker, M. (February 1993). "Multiprocessing Aspects of the PowerPC 601 Microprocessor". Proceedings of Compcon. pp. 117–126.
- Becker, Michael K. et al. (September 1993). "The PowerPC 601 Microprocessor". IEEE Micro. pp. 54–68.
- Moore, C.R. (February 1993). "The PowerPC 601 Microprocessor". Proceedings of Compcon. pp. 109–116.
- PowerPC 601 Whitepaper (angolul)
- Az Ars Technica cikke (angolul)

### PowerPC 603

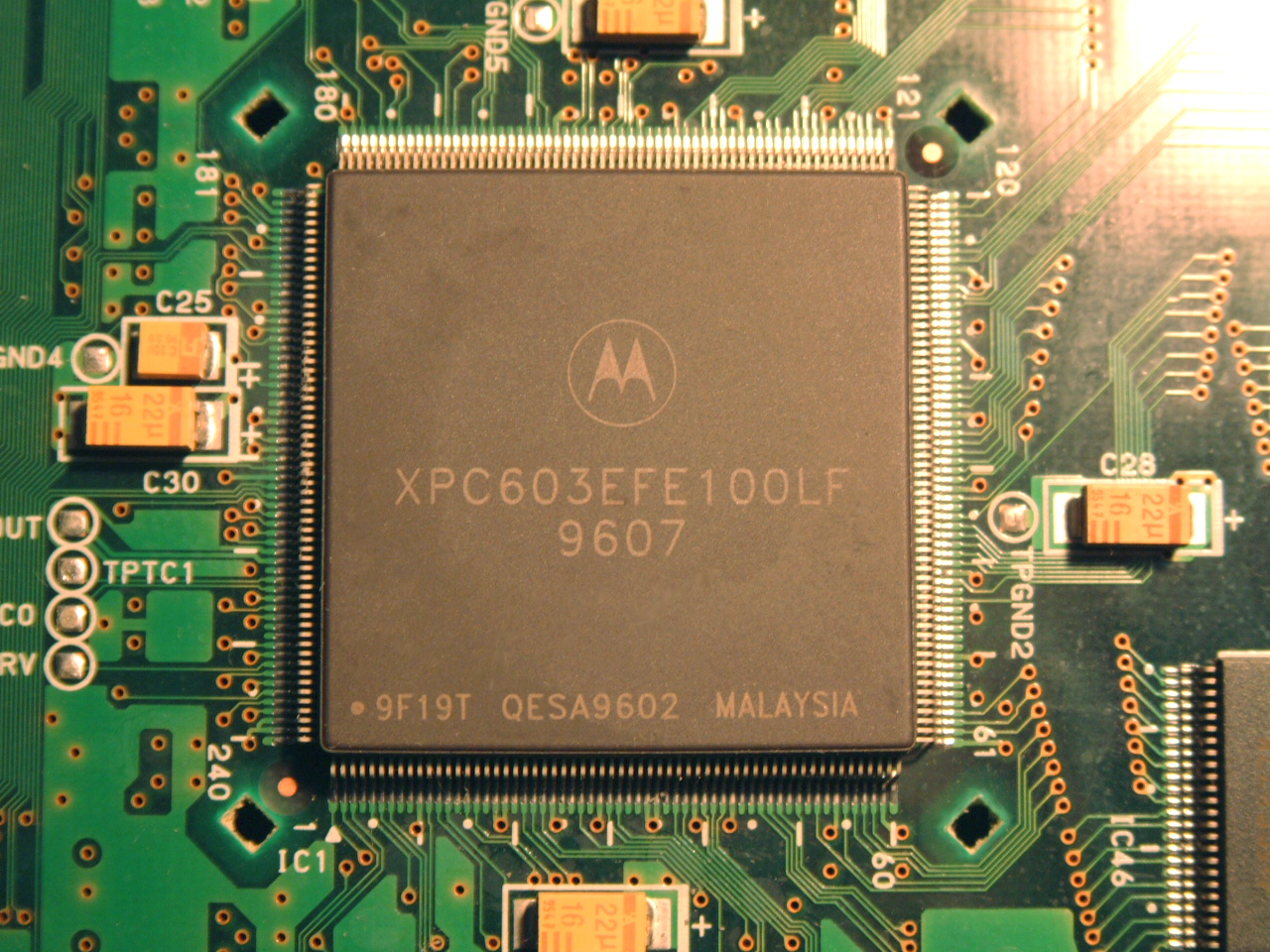
100 MHz-es Motorola PowerPC 603 mikrohuzalkötéses Quad Flat Package tokozásban

A PowerPC 603 volt az első, a teljes 32 bites PowerPC Architektúra specifikációt implementáló (azt maradéktalanul megvalósító) processzor. Alacsony költségű alsó kategóriás/belépő szintű processzornak szánták, hordozható és beágyazott rendszerekben történő felhasználásra. Fő jellemzője a többfokozatú beépített teljesítmény- és energiafelhasználás-szabályozó rendszer (doze – szendergés, nap – szundikálás és sleep – alvó üzemmód), amely a hordozható eszközökben történő felhasználást segíti és képes az energiafelhasználás drámai csökkentésére, így a processzor mindössze 2 mW-ot fogyaszt alvó üzemmódban.

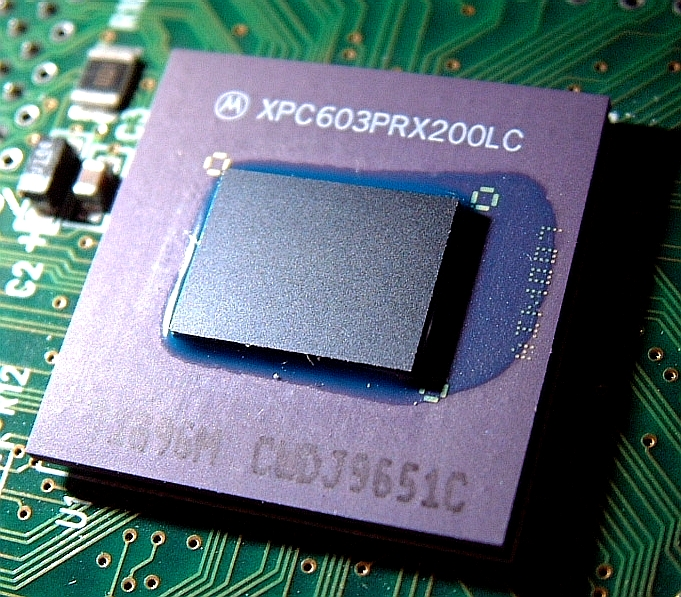
200 MHz-es Motorola PowerPC 603 kerámia BGA tokozásban

A 603-nak négyfokozatú futószalagja és öt végrehajtóegysége van: fixpontos egység, lebegőpontos egység, elágazásjósló egység, betöltő-tároló egység és egy rendszer registry egység. Két külön 8 KiB-os L1 gyorsítótárat alkalmaz az utasítások és adatok számára, egy 32/64 bites 60x memóriasínnel rendelkezik, amely max. 75 MHz-en működhet. A síncsatlakozó lehetővé teszi, hogy a sín frekvenciája a processzor órajel-frekvenciájával megegyező, ill. annak fele, harmada vagy negyede legyen. A 603 magot egyprocesszoros rendszerekhez tervezték, nem rendelkezik többprocesszoros működéshez (SMP) szükséges hardvertámogatással.
A PowerPC 603 1,6 millió tranzisztorból áll, az IBM és a Motorola gyártotta egy 0,5 µm-es négy fémrétegű CMOS folyamattal. A lapka területe 85 mm2, fogyasztása 3 W 80 MHz-en. A 603 architektúra közvetlen elődje a PowerPC 750 architektúrának, melyet az Apple a PowerPC „G3” néven forgalmazott.
Alsó kategóriás és hordozható Macintosh modellekben használták, de széles körben használták még különböző beágyazott készülékekben is. A processzornak viszonylag rossz híre volt az Apple gépek körében, mivel a 68k emulációs szoftver nem fért bele a viszonylag kicsi gyorsítótárakba, ezzel korlátozta az elérhető teljesítményt a régebbi szoftverekben. Ez a gyenge teljesítmény elfogadhatatlanná tette laptop CPU-ként való felhasználását is, így nem is készült ilyen gép, és ez késleltette az Apple PowerBook 5300 és PowerBook Duo 2300 bevezetését.
- IBM white paper a PowerPC 603-ról (angolul)

#### PowerPC 603e és 603ev

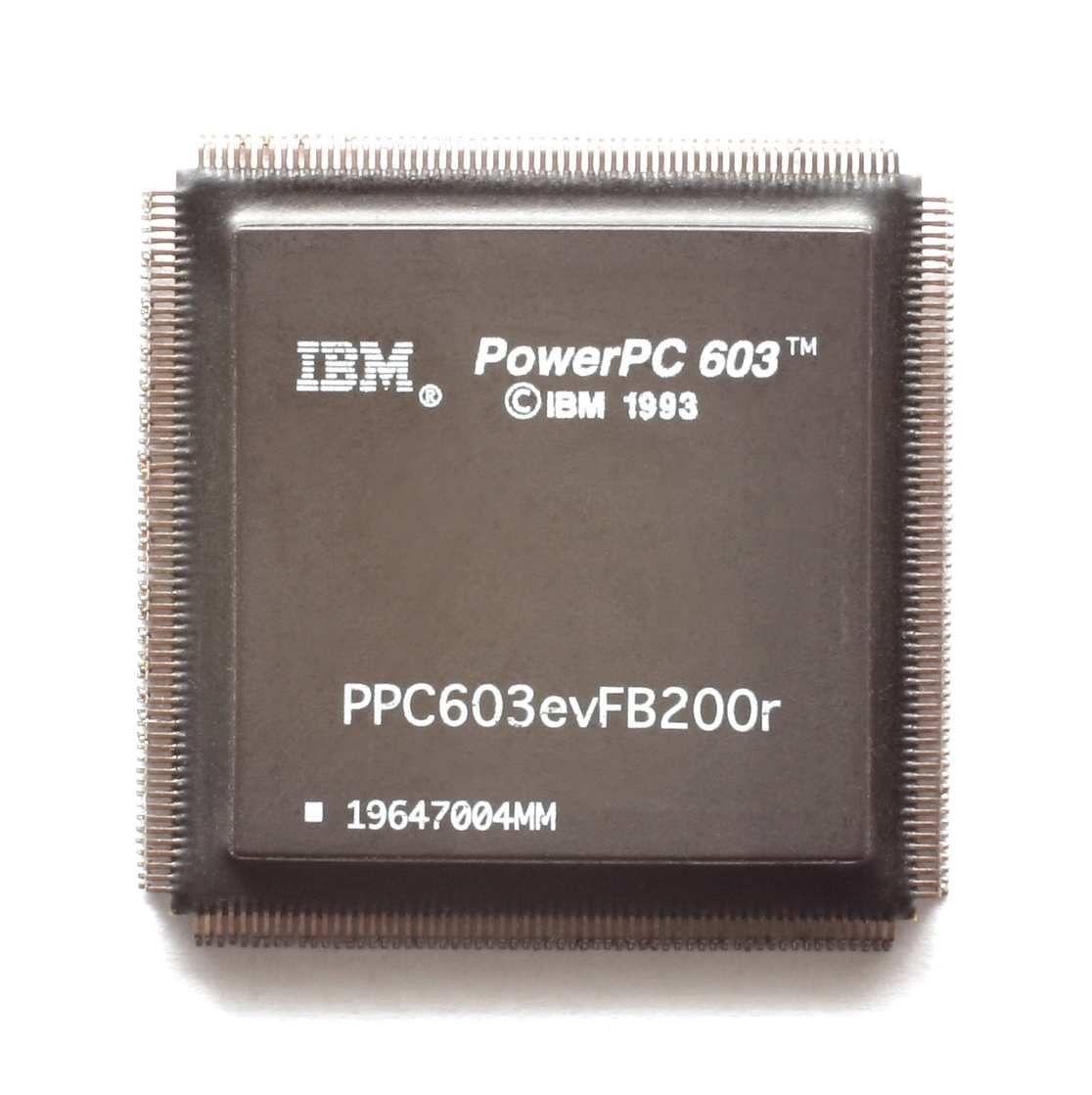
IBM PPC603ev, 200 MHz

A 603-as teljesítményproblémáit volt hivatott javítani a PowerPC 603e. Az L1 gyorsítótár méretét megnövelték és a processzor továbbfejlesztett 16 KiB méretű négyutas csoportasszociatív adat- és utasítás-gyorsítótárakat kapott. A processzorok órajelfrekvenciáját szintén megduplázták, a maximum elérhette a 200 MHz-et. A gyártási eljárás későbbi 0,35 µm-re való kicsinyítése lehetővé tette egészen a 300 MHz-ig terjedő órajelek használatát. Ezt az alkatrészt nevezték helyenként PowerPC 603ev-nek. A 603e és 603ev processzorok egyaránt 2,6 millió tranzisztorral rendelkeznek, lapkafelületük rendre 98 mm2 és 78 mm2. A 603ev maximális fogyasztása 300 MHz-en 6 W.
A PowerPC 603e volt az első általános asztali processzor, ami elérte a 300 MHz-es órajelet, a Power Macintosh 6500-ban. A 603e-t gyorsítókártyákban is használták, a Phase5 cégnek az Amiga számítógépvonalhoz készült kártyáiban, 160-tól 240 MHz-ig terjedő sebességű CPU-kkal. A PowerPC 603e típust még ma is az IBM és a Freescale, és más cégek, például az Atmel és a Honeywell, ami a sugárzástűrő RHPPC változatot is gyártja. A PowerPC 603e volt a Be Inc. BeBox gépének szíve. A BeBox egy figyelemre méltó gép, mivel az egy multiprocesszoros rendszer, ami nem éppen az, mint amire a 603-ast tervezték. Az IBM szintén használta a PowerPC 603e processzorokat a ThinkPad 800 sorozat laptop számítógépeiben. 603e processzorok működtetik mind a 66 műholdat az Iridium telefonhálózat műhold-flottájában. A műholdak mindegyike hét, körülbelül 200 MHz-en futó Motorola/Freescale PowerPC 603e processzort tartalmaz.
- A Freescale 603e oldala (angolul)
- Az IBM 603e oldala (angolul)

#### G2
A PowerPC 603e magot a Freescale átnevezte G2-re és ez szolgált alapul a beágyazott PowerQUICC II processzoroknak, ezeket továbbra is fejlesztik. A Freescale PowerQUICC II egylapkás rendszerek (SoC) processzorai az MPC82xx jelölést hordozzák, különféle konfigurációkban készülnek, amelyek közül egyesek elérik a 450 MHz-et is.

#### e300
A Freescale továbbfejlesztette a 603e magot, a továbbfejlesztett változat az e300 jelölést kapta és a PowerQUICC II Pro beágyazott processzorokban jelenik meg. Ezekhez nagyobb, 32/32 KiB L1 gyorsítótárakat és más teljesítményjavító megoldásokat adtak hozzá. A Freescale PowerQUICC II Pro egylapkás rendszerek (SoC) processzorai MPC83xx jelölést hordoznak és különféle konfigurációkban max. 667 MHz sebességű változatokban jelennek meg. e300 magot alkalmaznak a kis EFIKA számítógép MPC5200B SoC processzorában is.

### PowerPC 604

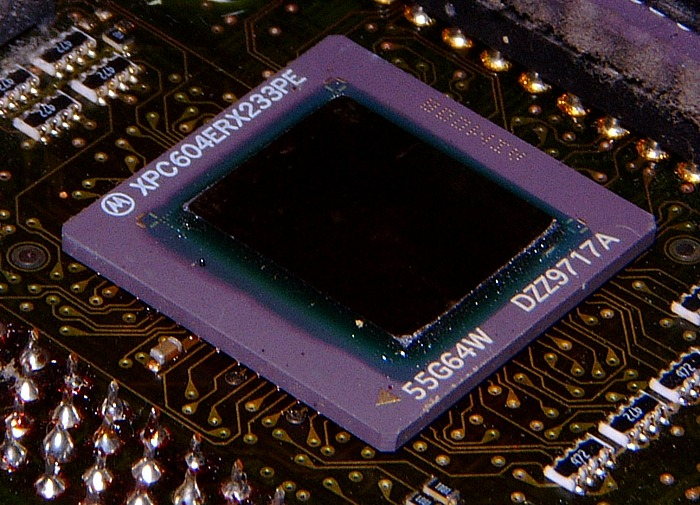
A 233 MHz-es Motorola PowerPC 604e a Commodore Amiga 4000 sorozat gépeibe helyezhető Phase5 CyberstormPPC processzorkártyán

A PowerPC 604 1994 decemberében volt bemutatva, a 603-as mellett. Első, 0,5 mikronos változata 1995. május 1-én jelent meg a piacon a Power Mac 9500/120 gépben. Második kiadása, a 0,35 mikronos változat, 1996. július 19-én jelent meg a PowerTower Pro 200 modellben. Munkaállomásokba és belépőszintű szerverekbe építhető nagy teljesítményű processzornak tervezték, ami szerver-processzorként hardveresen támogatja a szimmetrikus többprocesszoros működést. A 604-est széles körben használták az Apple nagy teljesítményű rendszereiben, ugyancsak a Macintosh klónokban, az IBM belépő szintű RS/6000-es szervereiben és munkaállomásaiban, az Amiga gyorsítókártyákban, és beágyazott CPU-ként telekommunikációs alkalmazásokban.
A 604 szuperskalár processzor, képes egyidejűleg négy utasítás kibocsátására. A 604-nek egy hat fokozatú futószalagja van és hat, párhuzamos működésű végrehajtóegysége, így minden ciklusban hat utasítás befejezésére képes. Az egész típusú ALU két egyszerű és egy komplex fixpontos egységre van osztva, ezek mellett egy külön lebegőpontos egység alkotja a skalár aritmetikai-logikai egységek csoportját, továbbá egy betöltő-tároló egység kezeli a memória-hozzáfordulásokat. A sorrenden kívüli végrehajtást az elágazásfeldolgozó egység, a nyolc elemű utasítássor, az ehhez kapcsolódó utasításdekódoló és szétosztó egység, valamint a végrehajtó egységek előtti várakoztatóállomások támogatják, az egységeken belüli futószalagokkal együtt. A processzornak két külön csipre épített 16 KiB-os adat- és utasítás L1 gyorsítótára van. A külső interfész egy 32 vagy 64 bites 60x sín, amely max. 50 MHz-es órajelfrekvencián működik.
A PowerPC 604 3,6 millió tranzisztort tartalmaz; az IBM és Motorola gyártotta kezdetben 0,5 µm-es CMOS folyamattal, négy rétegű fémezéssel. A lapka mérete 12,4 mm × 15,8 mm (196 mm2), fogyasztása 14-17 W 133 MHz-en. 100 és 180 MHz közötti sebességeken működik.
- PowerPC on Apple: An Architectural History, Part I/PowerPC 604 (angolul)
- Gwennap, Linley (18 April 1994). "PPC 604 Powers Past Pentium". Microprocessor Report, Volume 8, Number 5.
- Song, Peter S.; Denman, Marvin; Chang, Joe (October 1994). "A PowerPC 604 RISC Microprocessor". IEEE Micro.

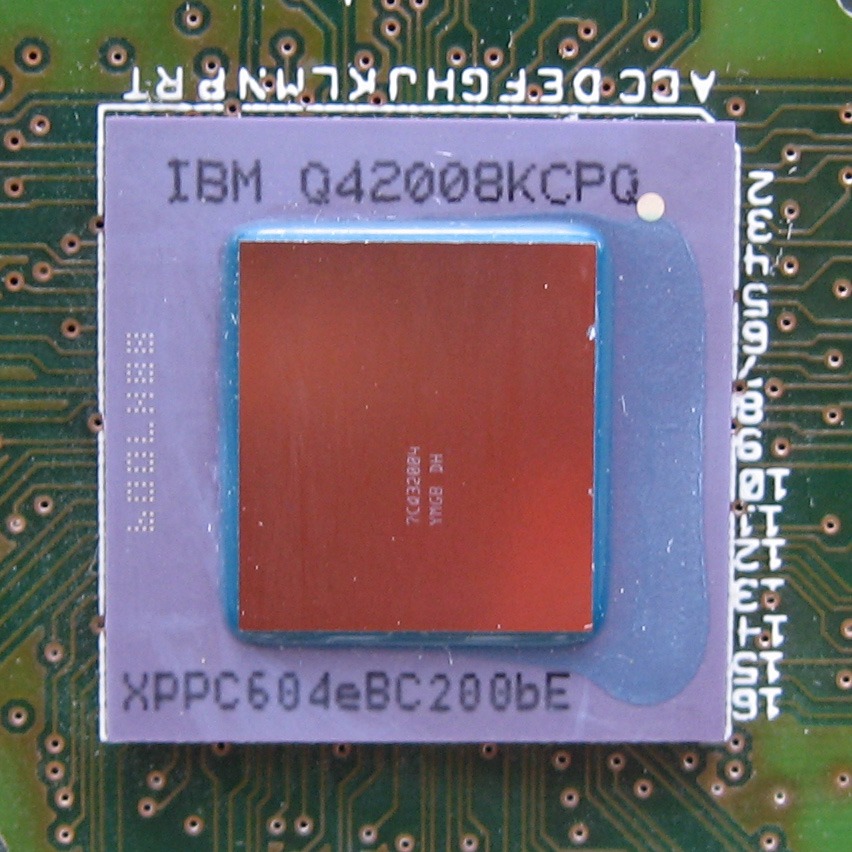
200 MHz-es IBM PowerPC 604e processzor egy Apple Network Server 700 CPU modulján

#### PowerPC 604e
A PowerPC 604e-t 1996 júliusában mutatták be. A 604e csak kevés változtatást kapott magában a mag felépítésében, de a beépített L1 gyorsítótár méretét megkettőzték, így a processzor 32 KiB utasítás- és 32 KiB adat-gyorsítótárral rendelkezik. Egy újabb funkcionális egységet is kapott, a feltételregiszter-egységet (CRU). A korábbi felépítéseknél a feltételregisztereket az egységek vegyesen, elosztva kezelték, így az újfajta feltételregiszter-kezelés erőforrásokat szabadít fel az egységekben. Emiatt az elágazáskezelő egységet is kibővítették, kapacitását megnövelték, új visszaírópuffereket kapott, egyebek mellett. Ezek a változtatások a processzorban összességében kb. 25%-os teljesítménynövekedést okoztak, elődjéhez képest.
A mag 5,1 millió tranzisztort tartalmaz, az IBM és Motorola gyártotta 0,35 µm-es CMOS folyamattal, öt rétegű fémezéssel. A lapka mérete 148 mm2 a Motorola, vagy 96 mm2 az IBM gyártmányokban, fogyasztása 16-18 W 233 MHz-en. 166 és 233 MHz közötti sebességeken működik, max. 66 MHz-es memóriasínt támogat.
- Az IBM PowerPC 604e oldala (angolul)
- A Freescale PowerPC 604e oldala (angolul)

#### PowerPC 604ev „Mach 5”
A PowerPC 604ev, 604r avagy „Mach 5” kódnevű típust 1997 augusztusában mutatták be. Ez a származék alapvetően nem volt más, mint egy újabb gyártási eljárással készült 604e típus; az IBM és Motorola gyártotta egy újabb, 0,25 µm-es CMOS folyamattal, öt rétegű fémezéssel. Ez a processzor magasabb sebességeken működhet és energiafelhasználása alacsonyabb. A lapka mérete 47 mm2 a 0,25 µm-es CMOS folyamat mellett, fogyasztása 6 W 250 MHz-en. 250 és 400 MHz közötti sebességeken működhet (300, 320, 332, 350, 360, 375 MHz-es órajelű modelljei ismertek), és max. 100 MHz-es sebességű memóriasínt támogat.
Az Apple 1998-ban beszüntette a 604ev gyártását, és inkább a PowerPC 750 processzort kezdte fejleszteni és alkalmazni, míg az IBM tovább használta a típust kis teljesítményű RS/6000 számítógépeiben, sok éven át.

### PowerPC 620
A PowerPC 620 volt a 64 bites PowerPC architektúra első teljes implementációja. A PowerPC csipek második generációjához tartozik, a 603 és 604 csipek mellett, de a nagy teljesítményű szerverek és műszaki munkaállomások piacát célozta meg. A megvalósítás nagy teljesítményű mikroarchitektúrán alapul, fejlett szuperskalár jellemzőkkel, és kihasználja az utasításszintű párhuzamosságot. A 64 bites architektúra támogatja mind a 32 bites, mind a 64 bites alkalmazásokat, és felülről kompatibilis a PowerPC 601, PowerPC 603 és PowerPC 604 mikroprocesszorokkal.
Ez a processzor papíron hatékonynak tűnt, kibocsátását társaival együtt várták, ám ezzel egészen 1997-ig késett. Megjelenésekor a teljesítménye gyengébb volt a vártnál, azt a jelentősen olcsóbb 604e is felülmúlta. A 620-ast ezért nem gyártották nagy példányszámban és csak kevés eszközben használták fel. A PowerPC 620 egyedüli felhasználója végül a Groupe Bull volt, amely Escala Unix gépeiben alkalmazta, de azt sem szállították nagy számban. Az IBM, amely eleinte munkaállomásokban és szerverekben kívánta felhasználni ezt a processzort, úgy döntött, megvárja a még erősebb RS64 és POWER3 64 bites processzorokat helyette.
A 620-ast a Motorola gyártotta, 0,5 µm-es folyamattal. 6,9 millió tranzisztort tartalmaz, lapkafelülete 311 mm2, 120 és 150 MHz közötti órajelfrekvencián működik, fogyasztása 30 W 133 MHz-en. Egy későbbi modell is megjelent, amelyet 0,35 µm-es folyamattal gyártottak, ami lehetővé tette, hogy elérje a 200 MHz-es órajelet.
A 620 a 604-re hasonlít. Szintén ötfokozatú futószalagot használ, ugyanúgy rendelkezik a szimmetrikus többprocesszoros működés támogatásával és ugyanannyi végrehajtó egységet tartalmaz, ezek: egy betöltő-tároló egység, egy elágazáskezelő egység, egy FPU, és három integer/fixpontos egység. Nagyobb 32 KiB utasítás- és adat-gyorsítótáraival, max. 128 MiB-os második szintű gyorsítótár támogatással, hatékonyabb elágazáskezelő és betöltő-tároló egységeivel – ezeknek több puffere van – a 620 valójában nagyon hatékony processzor. Az elágazástörténet-tábla szintén nagyobb és több utasítást küldhet ki, ami mellett a processzor a 604-nél hatékonyabban kezeli a sorrenden kívüli végrehajtást. Lebegőpontos egységét szintén továbbfejlesztették a 604-hez képest: gyorsabb lehívási ciklussal működik és számos fontos utasítás (mint pl. a négyzetgyökvonás – sqrt) hardveres támogatást kapott, ami a gyorsabb és szélesebb adatsínekkel kombinálva sokkal hatékonyabb FPU-t alkot, mint a 604-esé.

#### A 6XX és GX sínek
Az eszközbe egy új sínrendszert építettek be, a gyorsabb és szélesebb, 128 bites 6XX sínt (a gyorsaság éppen a sínszélesség növelésének következménye volt: nagyobb átmérőn több adat folyhat át). Ez a sín az eljövendő multiprocesszoros rendszerek számára kialakított, nagyobb kapacitású technika volt, amelyben a processzorok, gyorsítótárak, a memória és a bemeneti/kimeneti csatornák kezelését egy központi rendszervezérlő csip végzi. A csip természetesen támogatja mind a 32 bites, mind a 64 bites PowerPC processzorokat, a 32 bitesnél szélesebb (nagyobb) memóriacímeket és a NUMA környezeteket. Ezt a sínkialakítást az IBM a többi, gyártás előtti fázisban lévő processzorában is azonnal bevezette, így a POWER3, RS64, a 601-es, valamint a 604-alapú RS/6000 rendszerekben is (ez utóbbiban egy áthidalócsip segítségével). Ez a síntípus szolgált alapul a később a POWER4-ben felbukkanó GX sínnek, valamint utódainak, a POWER5 és POWER6 processzorokban megjelent GX+ és GX++ sínrendszereknek. A GX sín még az IBM legújabb nagyszámítógépeiben is megjelenik, például a z10 és z196 System z gépekben is.
- A BYTE magazin cikke (angolul)
- Unix a Bull cégnél (a PowerPC 620 felhasználása) (franciául)

## A kiterjesztett processzorcsalád

### PowerPC 602
A PowerPC 602 a PowerPC 603 egyszerűsített verziója, melyet speciálisan játékkonzolok számára gyártott a Motorola és az IBM. 1995 júniusában jelent meg. Ebben a processzorban kisebb L1 gyorsítótárak (4 KiB utasítás és 4 KiB adat), egyszeres pontosságú lebegőpontos egység és csökkentett kapacitású elágazásjósló egység található. 50-től 80 MHz-ig terjedő sebességű változatait kínálták, fogyasztása 1,2 W 66 MHz-en. 1 millió tranzisztorból áll, lapkájának mérete 50 mm2. 0,5 µm-es CMOS folyamattal gyártották, négy rétegű fémezéssel.
A 3DO által fejlesztett M2 játékkonzol két 66 MHz-es PowerPC 602 magot tartalmazott, de ez a konzol végül nem került piacra.
- A CPUShack cikke(angolul)

### PowerPC 603q
1996. október 21-én, a Quantum Effect Devices (QED) gyártókapacitás nélküli félvezetőgyártó cég a Microprocessor Forum-on (San José, Kalifornia) bejelentette „PowerPC 603q” elnevezésű, a PowerPC 603-mal kompatibilis processzorát. Ennek, neve ellenére, egyetlen közös vonása sem volt semmilyen más 603-assal. Egy teljesen új, alapjaitól kezdve kifejlesztett megvalósítása a 32 bites PowerPC architektúrának. A processzorral a nagy teljesítményű beágyazott piacot célozták, fejlesztése több mint két évig tartott. Mivel beágyazott eszközökbe szánták, ezért kicsi volt, egyszerű, energiatakarékos, ám igen erős: egyenrangú a drágább 603e-vel, miközben fogyasztása alacsonyabb. A processzorban egy sorrendi, ötfokozatú futószalag, egy fixpontos egység, egy duplapontosságú lebegőpontos egység (FPU) és külön 16 KiB utasítás- és 8 KiB adat-gyorsítótár található. A fixpontos egység egy újabb tervezésű kialakítás volt, az FPU-t az R4600 processzorból származtatták, időmegtakarítás okából – a QED egy sorozat MIPS típusú processzort tervezett, így ezt házon belül megoldotta. Lapkamérete 69 mm2, 0,5 µm-es gyártási eljárással készült, fogyasztása mindössze 1,2 W 120 MHz-en.
A 603q-t a Motorola számára tervezték, de a cég visszalépett a szerződéstől, még mielőtt a 603q szériagyártásba került volna. Ennek eredményeképpen a 603q processzort törölték, mivel a QED nem folytathatta a processzor értékesítését, nem lévén saját PowerPC licence.
- QED Announces PowerPC™ Microprocessor Technology Development In Addition To Existing MIPS Microprocessors (angol nyelven). QED Press Releases. Quantum Effect Design, Inc., 1996. október 21. [1997. október 14-i dátummal az eredetiből archiválva]. – sajtóközlemény
- Turley, Jim (1996. november 18.). "QED’s PowerPC 603q Heads for Low Cost". Microprocessor Report, pp. 22–23. (angolul)

### PowerPC 613
A „PowerPC 613” a Motorola állítólagos elnevezése a harmadik generációs PowerPC-re. A feltételezések szerint később átnevezték PowerPC 750-re, az Exponential Technology x704 processzorának megjelenésére adott reakcióként. Az x704 körülbelül 1997-ben jelent meg, akkoriban kiugróan magas, 400-tól 533 MHz-ig terjedő órajellel, és teljesítménye jelentős mértékben meghaladta a PowerPC 604-ét. A 613-as létezését megerősítő forrás alig található, és az is lehet, hogy tiszta spekuláció, vagy a jelölés egy egészen más processzort takart.

### PowerPC 614
A PowerPC 613-hoz hasonlóan a „PowerPC 614” is a Motorola egy harmadik generációs PowerPC processzorának feltételezett jelölése volt, és később hasonló okokból az alkatrész jelölését „PowerPC 7400”-ra változtatták. A Motorola ezzel elindította a PowerPC negyedik generációját, annak ellenére, hogy a „G3” és a „G4” architektúrák között igen kicsi a különbség. A 614 létét megerősítő forrást nehezen lehetne találni, és lehet, hogy ez is csak spekuláció vagy egy teljesen más processzorra való hivatkozás.

### PowerPC 615
A „PowerPC 615” egy kevéssé ismert PowerPC processzor, az IBM jelentette be 1994-ben. Fő jellemzője az, hogy egy egy x86 magot is tartalmaz a lapkán, ezáltal képes natív módon végrehajtani mind a PowerPC, mind az x86 processzor utasításait. Egy PowerPC 615-ön futó operációs rendszer képes lenne tetszőleges 32 vagy 64 bites PowerPC utasításokból, vagy 32 bites x86 álló kódot futtatni, vagy akár egyszerre a három típus keverékét is. Az utasítások keverése természetesen egy kontextusváltással jár a CPU-ban, ami némi többletterhelést okoz. A processzort egyedül a Minix és az OS/2 operációs rendszer egy speciálisan erre a célra kifejlesztett változata támogatta.
Lapkamérete 330 mm2, az IBM gyártotta egy 0,35 µm-es folyamattal. A csip lábkompatibilis az Intel Pentium processzorokkal és sebességben is azokhoz hasonló. A processzornak csak prototípus-mintapéldányai készültek el és a programot végül leállították, abból kiindulva, hogy a Microsoft valószínűleg nem támogatta volna ezt a processzort. A PowerPC 615-öt fejlesztő mérnökök később átigazoltak a Transmeta Corporationhoz, ahol tovább dolgoztak a Crusoe processzor kifejlesztésén.
- A The Register cikke (angolul)
- A BYTE magazin cikke (angolul)

### PowerPC 625
A „PowerPC 625” a 64 bites PowerPC processzorok Apache sorozatának korai elnevezése volt, amelyet az IBM tervezett az „Amazon” PowerPC AS utasításkészlet alapján. Ezt később „RS64”-re nevezték át. A „PowerPC 625” jelölést nem használták az elkészült processzorokra.

### PowerPC 630
A „PowerPC 630” egy nagy teljesítményű 64 bites PowerPC processzorvonal korai elnevezése volt. Az IBM ezt a vonalat arra tervezte, hogy ebben egyesítse a POWER és a PowerPC utasításkészleteket. Ezt szintén átnevezték, ez lett a „POWER3” család, valószínűleg az Apple által használt, a fogyasztói piacot célzó „PowerPC” processzoroktól való megkülönböztetés céljából.

### PowerPC 641
A „PowerPC 641”, avagy kódnevén Habanero, egy megszüntetett PowerPC projekt volt, amelyet az IBM az 1994-96-os időszakban futtatott. A források szerint a projekt a 604-esen alapuló harmadik generációs PowerPC fejlesztésére irányult. A projektet leállították, de a fejlesztés sok szabadalmat hozott a cég portfoliójába.

## Fordítás
Ez a szócikk részben vagy egészben  a   PowerPC 600 című angol Wikipédia-szócikk ezen változatának fordításán alapul.  Az eredeti cikk szerkesztőit annak laptörténete sorolja fel. Ez a jelzés csupán a megfogalmazás eredetét és a szerzői jogokat jelzi, nem szolgál a cikkben szereplő információk forrásmegjelöléseként.